# Jean-Charles Chagachbanian
 (août 2021).
Si vous disposez d'ouvrages ou d'articles de référence ou si vous connaissez des sites web de qualité traitant du thème abordé ici, merci de compléter l'article en donnant les références utiles à sa vérifiabilité et en les liant à la section « Notes et références ».
Jean-Charles Chagachbanian, né le 26 janvier 1972 à Villeneuve-lès-Avignon, est un acteur français d'origine arménienne connu pour son rôle de Franck Ruiz dans Plus belle la vie.

## Biographie
Il a commencé sa carrière au Festival Off d'Avignon en 1991. Il tourne aussi pour la télévision et participe au film Aram, de Robert Kechichian, en 2002. Il fait aussi quelques courts-métrages, mais ce qui le rend célèbre auprès du grand public est son rôle de Franck Vecchio, alias Franck Ruiz électricien dans la série Plus belle la vie depuis mars 2007. Sur le tournage de la série, il a eu le coup de foudre pour Juliette Chêne (alias Juliette Frémont). Les deux comédiens forment donc un couple à la ville.
Depuis, il enchaîne les rôles principaux dans plusieurs séries télévisées françaises. Alors qu'il a interprété pendant trois ans le rôle de Franck Ruiz dans Plus belle la vie, il joue de 2008 à 2014 un rôle récurrent dans Julie Lescaut, le capitaine Roland Guetari. En 2010, il joue un rôle secondaire dans Victoire Bonnot sur M6 (rôle de Mathieu Vérac, journaliste et petit-ami de Victoire) mais se retire de la série au bout de quatre épisodes.
En 2012, à l'occasion du 2012e épisode de Plus belle la vie, il devait faire son retour dans le feuilleton mais a finalement été retenu par un autre tournage pour France 2 : Lignes de vie. 
Il revient finalement en 2014 dans Plus belle la vie. Il apparait aussi dans l'épisode 7 : Charité bien ordonnée commence par soi-même de la saison 3 de Candice Renoir.

### Vie privée
Il est le compagnon de la comédienne Juliette Chêne, rencontrée sur le tournage de Plus belle la vie. Il a deux enfants.

## Filmographie

### Cinéma
- 2002 : Aram de Robert Kechichian : Vahe
- 2007 : Kozak d'Olivier Fox : le 2e clandestin

### Télévision

#### Séries télévisées
- 1997 : Les Vacances de l'amour (2 épisodes)
- 2007 : Femmes de loi : Pascal Lombard (saison 8, épisode 4 : Sur le vif)
- 2007 : PJ : Pascal Prou (saison 11, épisode 7 : Abus de faiblesse)
- 2007 - 2010, 2014 - 2022 : Plus belle la vie : Franck Vecchio/Franck Ruiz
- 2008 - 2013 : Julie Lescaut : Roland Guethary (24 épisodes)
- 2010 – 2012 : Victoire Bonnot : Mathieu Vérac (3 épisodes)
- 2012 : Lignes de vie : Yann (45 épisodes)
- 2014 : Mongeville : Pierre Chaumette (saison 1, épisode 2 : A l’heure de notre mort)
- 2014 : Section de recherches : Mathias Wagner (saison 8, épisode 8 : La cavale)
- 2015 : Candice Renoir : Marc Gilardi (saison 3, épisode 7 : Charité bien ordonnée commence par soi-même)
- 2017 – 2019 :  Sam de Gabriel Aghion : Père d'Alex et Anna (4 épisodes)
- 2021 : La Stagiaire de Philippe Bérenger : Xavier-Louis (6 épisodes)
- 2021 : Nina : Nicolas (2 épisodes)

#### Téléfilms
- 2010 : Demain je me marie : Julien
- 2013 : Il faut marier maman de Jérôme Navarro : Éric
- 2014 : Les tourtereaux divorcent de Vincenzo Marano : Pierre Moisan
- 2019 : Les Secrets du château de Claire de La Rochefoucauld : Commandant Alex Meurisse

## Théâtre
- 1991 : Les autres ne savent pas ce qu’ils disent, Festival Off d'Avignon
- 1993 : Zoo Story d’Edward Albee, mise en scène Gérard Lartigau
- 1994 : L'Amour en Crimée de Sławomir Mrożek, mise en scène Jorge Lavelli, Théâtre national de la Colline
- 1996 : La Chambre blanche, mise en scène Gérard Lartigau
- 1996 : Liaison dangereuse, mise en scène Gérard Lartigau
- 1996 : Lettres du Front, mise en scène Carole Thibaut
- 1998 : Le Misanthrope de Molière, mise en scène Carole Thibaut
- 2000 : Il Marche de Christian Rullier, mise en scène Jacques Descorde
- 2001 - 2002 : La terre leur demeure de Daniel Keene, mise en scène Jacques Descorde
- 2002 : J’aime pas l’été, d’Emmanuelle Marie mise en scène Jacques Descorde
- 2002 : Skinner de Michel Deutsch, mise en scène Alain Françon, Théâtre national de la Colline
- 2003 : Meurtre, mise en scène Jacques Descorde
- 2003 : Ici aujourd’hui, mise en scène Carole Thibaut
- 2004 : Puisque tu es des miens, mise en scène Carole Thibaut
- 2005 : Ici aujourd’hui, mise en scène Carole Thibaut
- 2005 : Kidâme d’Emmanuelle Marie, mise en scène Jacques Descorde
- 2005 : Le Veilleur de nuit de Sacha Guitry, mise en scène Jacques Descorde
- 2006 : Andromaque de Jean Racine, mise en scène Thomas Le Douarec : Pyrrhus
- 2009 - 2011 et 2015 : C'est pas gagné de Patrick Chêne
- 2017 : Pour l'amour du fisc de Thierry Ragueneau, mise en scène Stéphan Druet, Festival d'Avignon off, puis tournée
- 2024 : Le Misanthrope de Molière, mise en scène Thomas Le Douarec, festival off d'Avignon puis Théâtre Le Ranelagh en 2025